# تشيستر دالي
تشيستر دالي (بالإنجليزية: Chester Dale)‏ هو مصرفي أمريكي، ولد في 3 مايو 1883، وتوفي في 16 ديسمبر 1962.